# 956년

## 연호
- 후주(後周) 현덕(顯德) 3년
- 요(遼) 응력(應曆) 6년
- 일본(日本) 덴랴쿠(天暦) 10년
- 남한(南漢) 건화(乾和) 14년
- 후촉(後蜀) 광정(廣政) 19년
- 남당(南唐) 보대(保大) 14년
- 북한(北漢) 건우(乾祐) 9년

## 기년
- 후주(後周) 세종(世宗) 3년
- 요(遼) 목종(穆宗) 6년
- 고려(高麗) 광종(光宗) 7년

## 사건
- 고려 광종이 노비안검법 실시.